# Cala del Cementiri
La cala del Cementiri és una petita platja natural del municipi de l'Ametlla de Mar (Baix Ebre), situada al nord del nucli de la població, en una zona poc urbanitzada i sense serveis, al costat del cementiri de l'Ametlla de Mar, d'aquí el nom. Té una longitud de 14 metres i una amplada mitjana de 8 metres, formada per sorra gruixuda i grava. És accessible a peu i en automòbil. S'hi permet l'accés amb gossos i mascotes.